# KV-Ident
KV-Ident ist ein Identifikationsdienst der Kassenärztlichen Vereinigung Bayerns, der es ermöglicht über das Internet authentifizierte Anwendungen wie die Online-Abrechnung durchzuführen.
Der Dienst erlangte auch Zuspruch bei den Ärzten. Innerhalb kurzer Zeit haben sich im Februar 2010 mehr Ärzte für KV-Ident entschieden, als insgesamt bayerische Ärzte im KV-Safenet angemeldet sind. Die KV-Bayern erhielt für KV-Ident den „European Identity Award“, weil es kostengünstig und sicher sei.
Alle drei Jahre erfordert KV-Ident eine Gebühr in Höhe von 20 Euro für eine neue KV-Ident-Karte (Ersatzkarten kosten jeweils 30 Euro). Diese wird an einen externen Dienstleister abgeführt. Die Erhebung von Gebühren für die Abrechnung steht zwar in der Kritik, da diese bisher kostenfrei war und sich dabei ein Tor zum Erheben von Gebühren öffnet.

## Technik
KV-Ident benötigt keine neue Hardware und Software, also auch keine neuen Kartenlesegeräte. Ausreichend ist die KV-Ident-Karte aus Plastik mit einem mit Buchstaben und Zeichen befüllten Koordinatensystem (Matrix). Sie ist an eine konkrete Person gebunden und wird in Kombination mit der KVB-Benutzerkennung genutzt, sodass sowohl ein Verlust des Laptops, auf dem die KVB-Benutzerkennung möglicherweise im Browser-Speicher gespeichert ist, als auch der Verlust der Karte kein Sicherheitsproblem darstellt, da beide Komponenten für den Zugriff nötig sind. Ansonsten ist ein beliebiger moderner Browser nötig. Daher kann jedes Betriebssystem verwendet werden, welches einen Browser bietet. Die Abrechnung ist dabei von einem beliebigen Ort möglich, also auch von zu Hause und in der Praxis.